# Aleiodes aztecus
Aleiodes aztecus är en stekelart som först beskrevs av Cameron 1905.  Aleiodes aztecus ingår i släktet Aleiodes och familjen bracksteklar. Inga underarter finns listade i Catalogue of Life.